# جزيرة ميراياب
جزيرة ميراياب وهي جزيرة من جزر إندونيسيا، وتقع مقاطعة باسر في إقليم كالمنتان الشرقية في إندونيسيا.